# Alex Len
Oleksiy „Alex“ Len (ukrainisch Олексій Лень; * 16. Juni 1993 in  Antrazyt, Ukraine) ist ein ukrainischer Basketballspieler.

## College
Len kam zu Beginn seiner Collegekarriere aus der Ukraine in die USA. Er musste zunächst 10 Spiele aussetzen, da er für BK Dnipro Dnipropetrowsk zu Einsätzen gekommen war. Sein Freshman-Jahr schloss er mit 6,4 Punkte, 5,4 Rebounds und 2,1 Blocks pro Spiel ab und zeigte bereits sein Potential. In seinem Sophomore-Jahr steigerte er sich auf 11,9 Punkte, 7,8 Rebounds und 2,1 Blocks pro Spiel. Auffällig waren vor allem die Duelle mit den ebenfalls als NBA-Talenten gehandelten Nerlens Noel und Mason Plumlee, in denen Len starke Leistungen ablieferte. Seither galt er als aussichtsreicher Anwärter auf einen der vorderen Plätze bei der folgenden NBA-Draft.

## NBA
In der NBA-Draft 2013 wurde Len an fünfter Stelle von den Phoenix Suns ausgewählt. Aufgrund von Verletzungen spielte er jedoch in seinem ersten Jahr als Berufsbasketballspieler nur 42 von möglichen 82 Spielen und erzielte 2,0 Punkte und 2,4 Rebounds pro Spiel. In seinem zweiten Jahr erhielt Len unter Trainer Jeff Hornacek mehr Einsatzzeit und etablierte sich im Laufe der Saison als festes Mitglied der Startaufstellung (Starting Five) der Suns. Er brachte es in dieser Saison auf 6,3 Punkte, 6,6 Rebounds und 1,5 Blocks pro Spiel. In den folgenden Jahren war Len ein beständiger Teil in der Rotation der sportlich erfolglosen Suns. Den erwarteten sportlichen Durchbruch schaffte er jedoch noch nicht. Im Sommer 2018 einigte sich Len mit den Atlanta Hawks auf einen Zweijahresvertrag. In Atlanta steigerte er sich und übertraf 2018/19 im Angriff mit 11,1 Punkten je Begegnung alle seine bisherigen Saisonleistungen.
Im Februar 2020 landeten er und sein Mannschaftskamerad Jabari Parker im Rahmen eines Tauschhandels bei den Sacramento Kings. Ende November 2020 wurde der Ukrainer von den Toronto Raptors unter Vertrag genommen. Im Januar 2021 wurde er in Toronto entlassen und kurz darauf von den Washington Wizards verpflichtet. Im August 2021 vermeldeten die Sacramento Kings seine Rückkehr. Im Februar 2025 gaben die Kalifornier wieder an Washington ab, die Hauptstadtmannschaft verzichteten jedoch auf die Dienste des Ukrainers. Daraufhin wurde Len von den Los Angeles Lakers verpflichtet.

## Karriere-Statistiken

### NBA

#### Hauptrunde
| Saison  | Team                 | GP  | GS  | MPG  | FG % | 3P % | FT % | RPG | APG | SPG | BPG | PPG  |
| ------- | -------------------- | --- | --- | ---- | ---- | ---- | ---- | --- | --- | --- | --- | ---- |
| 2013–14 | Phoenix              | 42  | 3   | 8.6  | .423 |      | .645 | 2.4 | 0.1 | 0.1 | 0.4 | 2.0  |
| 2014–15 | Phoenix              | 69  | 44  | 22.0 | .507 | .333 | .702 | 6.6 | 0.5 | 0.5 | 1.5 | 6.3  |
| 2015–16 | Phoenix              | 78  | 46  | 23.3 | .423 | .143 | .728 | 7.6 | 1.2 | 0.5 | 0.8 | 9.0  |
| 2016–17 | Phoenix              | 77  | 34  | 20.2 | .497 | .250 | .721 | 6.6 | 0.6 | 0.5 | 1.3 | 8.0  |
| 2017–18 | Phoenix              | 69  | 13  | 20.2 | .566 | .333 | .684 | 7.5 | 1.2 | 0.4 | 0.9 | 8.5  |
| 2018–19 | Atlanta              | 77  | 31  | 20.1 | .494 | .363 | .648 | 5.5 | 1.1 | 0.4 | 0.9 | 11.1 |
| 2019–20 | Atlanta / Sacramento | 55  | 12  | 17.6 | .555 | .271 | .648 | 5.8 | 0.9 | 0.4 | 0.9 | 8.0  |
| 2020–21 | Toronto / Washington | 64  | 42  | 15.3 | .615 | .320 | .629 | 4.1 | 0.8 | 0.3 | 1.0 | 6.6  |
| 2021–22 | Sacramento           | 39  | 10  | 15.9 | .534 | .286 | .651 | 4.1 | 1.2 | 0.3 | 0.6 | 6.0  |
| 2022–23 | Sacramento           | 26  | 2   | 6.2  | .533 | .000 | .688 | 2.3 | 0.5 | 0.2 | 0.4 | 1.7  |
| 2023–24 | Sacramento           | 48  | 0   | 9.3  | .617 | .000 | .588 | 2.7 | 1.0 | 0.2 | 0.7 | 2.5  |
| Gesamt  | Gesamt               | 644 | 237 | 17.7 | .510 | .324 | .681 | 5.5 | 0.9 | 0.4 | 0.9 | 7.0  |

### Playoffs
| Saison  | Team       | GP | GS | MPG | FG % | 3P % | FT % | RPG | APG | SPG | BPG | PPG |
| ------- | ---------- | -- | -- | --- | ---- | ---- | ---- | --- | --- | --- | --- | --- |
| 2020–21 | Washington | 5  | 3  | 8.4 | .571 | .000 | .571 | 2.2 | 0.4 | 0.2 | 0.0 | 4.0 |
| 2022–23 | Sacramento | 7  | 0  | 7.7 | .778 | .000 | .833 | 2.9 | 0.1 | 0.0 | 0.4 | 2.7 |
| Gesamt  | Gesamt     | 12 | 3  | 8.0 | .652 | .000 | .692 | 2.6 | 0.3 | 0.1 | 0.3 | 3.3 |